# Appendicula vanimoensis
Appendicula vanimoensis är en orkidéart som beskrevs av Paul Ormerod. Appendicula vanimoensis ingår i släktet Appendicula och familjen orkidéer. Inga underarter finns listade i Catalogue of Life.